# Urochishche Portekoyva
Urochishche Portekoyva (finska: Porteikoiva) är ett berg i Finland, på gränsen till Ryssland.   Det ligger i den ekonomiska regionen  Östra Lapplands ekonomiska region  och landskapet Lappland, i den norra delen av landet, 800 km norr om huvudstaden Helsingfors. Toppen på Urochishche Portekoyva är 462 meter över havet, eller 95 meter över den omgivande terrängen. Bredden vid basen är 2,4 km.
Terrängen runt Urochishche Portekoyva är platt åt nordost, men åt sydväst är den kuperad. Runt Urochishche Portekoyva är det mycket glesbefolkat, med 3 invånare per kvadratkilometer. Det finns inga samhällen i närheten. 